# Aleksandra (film)
Aleksandra (org. Александра) – rosyjsko-francuski film wojenny z 2007 roku w reż. Aleksandra Sokurowa.

## Opis fabuły
Tytułowa Aleksandra (Aleksandra Nikołajewna) to starsza pani, która przyjeżdża do Czeczenii w odwiedziny do swojego wnuka Denisa – kapitana zwiadu. Pomimo wieku nie straszne są jej trudy podróży, znosi dzielnie jazdę w towarowym wagonie i transportem opancerzonym. W samej bazie, w prymitywnych warunkach także potrafi się odnaleźć. Interesuje ją wszystko, od tego co jedzą żołnierze, po sprzęt i uzbrojenie. Jednocześnie nie podporządkowuje się żadnym nakazom ani zakazom. Jest przede wszystkim kobietą, a żołnierze to dla niej po prostu dzieci. Jako osoba inteligentna i pełna ciepła potrafi odnaleźć wspólny język nawet z miejscowymi mieszkańcami.

Sokurow podchodzi bardzo ciekawie do tematu wojny. W filmie nie ma scen walki, nie ma krwi ani kalectwa, drastycznych momentów czy patosu. Aleksandra jest obserwatorem i widać, że nie ma ochoty ani zamiaru nikogo oceniać czy krytykować. Film nie jest moralitetem, a jednak daje do myślenia, gdyż zachowanie Aleksandry wydobywa z tła wojennego braki – brak poczucia bezpieczeństwa, brak ciepła, brak snu czy brak normalnych posiłków. Żołnierze z podkrążonymi oczami, pustymi żołądkami i z duszą na ramieniu dziarsko tuptają po bazie ciężkimi buciorami, niemalże recytując to, co im się każe mówić i myśleć. Dziesiątki spoconych półnagich ciał tłoczą się w dusznych namiotach, stanowiąc całkowite przeciwieństwo elegancko uczesanej i pełnej gracji babci, która chadza własnymi drogami.

## Główne role
- Galina Wiszniewska – Aleksandra
- Wasilij Szewcow – Denis
- Raisa Giczajewa – Malika

i inni.